# Parlamentswahl in Tonga 2021
Die Parlamentswahl in Tonga 2021 fand am 18. November 2021 in Tonga statt. Zur Wahl standen 17 der 26 Sitze des Fale Alea.

## Wahlsystem
Das Parlament hat bis zu 30 Mitglieder, von denen 17 durch Mehrheitswahl aus jeweils einem Wahlkreis gewählt werden. Tongatapu hat 10, Vavaʻu drei, Haʻapai zwei und ʻEua sowie Niuatoputapu/Niuafoʻou jeweils einen Wahlkreis. Neun Sitze werden vom Adel durch interne Wahlen besetzt. Der König verzichtet seit 2010 auf eigenen Wunsch auf die Entsendung von Abgeordneten.

## Hintergrund
Das Parlament war am 16. September 2021 aufgelöst worden. 75 Kandidaten, darunter 12 Frauen, bewarben sich um die Sitze.

## Wahlergebnis
Die Democratic Party of the Friendly Islands büßte den Großteil ihrer 2017 gewonnenen 14 Sitze ein und kam nur noch auf 3 Sitze. Die neue Tonga People’s Party gewann einen Sitz. Unabhängige Kandidaten konnte mit 13 Sitzen die Mehrheit erringen. Vier Abgeordnete wurden Mitte 2022 wegen Bestechung bzw. Betruges abgesetzt (nachstehend mit * gekennzeichnet).
- DPFI: 3
- TPP: 1
- Unabh.: 13
- Adel: 9

| Wahlkreis                   | Gewählter Kandidat      | Partei                     | Stimmen |
| --------------------------- | ----------------------- | -------------------------- | ------- |
| Tongatapu 1                 | Tēvita Fatafehi Puloka  | unabhängig                 | 1695    |
| Tongatapu 2                 | ʻUhilamoelangi Fasi     | unabhängig                 | 962     |
| Tongatapu 3                 | Siaosi Sovaleni         | unabhängig (wiedergewählt) | 2084    |
| Tongatapu 4                 | Tatafu Moeaki*          | unabhängig                 | 1237    |
| Tongatapu 5                 | ʻAisake Eke             | unabhängig                 | 958     |
| Tongatapu 6                 | Poasi Tei*              | unabhängig (wiedergewählt) | 1771    |
| Tongatapu 7                 | Sione Sangster Saulala* | unabhängig                 | 810     |
| Tongatapu 8                 | Semisi Fakahau          | DPFI (wiedergewählt)       | 1020    |
| Tongatapu 9                 | Sevenitini Toumoʻua     | unabhängig                 | 828     |
| Tongatapu 10                | Pohiva Tuʻiʻonetoa*     | TPP                        | 1303    |
| Eua 11                      | Taniela Fusimalohi      | unabhängig                 | 1072    |
| Ha‘apai 12                  | Viliami Hingano         | unabhängig                 | 475     |
| Ha‘apai 13                  | Veivosa Taka            | DPFI (wiedergewählt)       | 731     |
| Vava‘u 14                   | Saia Piukala            | DPFI (wiedergewählt)       | 1010    |
| Vava‘u 15                   | Samiu Vaipulu           | unabhängig (wiedergewählt) | 747     |
| Vava‘u 16                   | Viliami Latu            | unabhängig                 | 1047    |
| Niuatoputapu & Niuafo‘ou 17 | Vatau Hui               | unabhängig                 | 367     |